# Papilio epenetus
Papilio epenetus är en fjärilsart som beskrevs av William Chapman Hewitson 1861.
Papilio epenetus ingår i släktet Papilio och familjen riddarfjärilar. Artens utbredningsområde är Ecuador. Inga underarter finns listade i Catalogue of Life.

## Bildgalleri

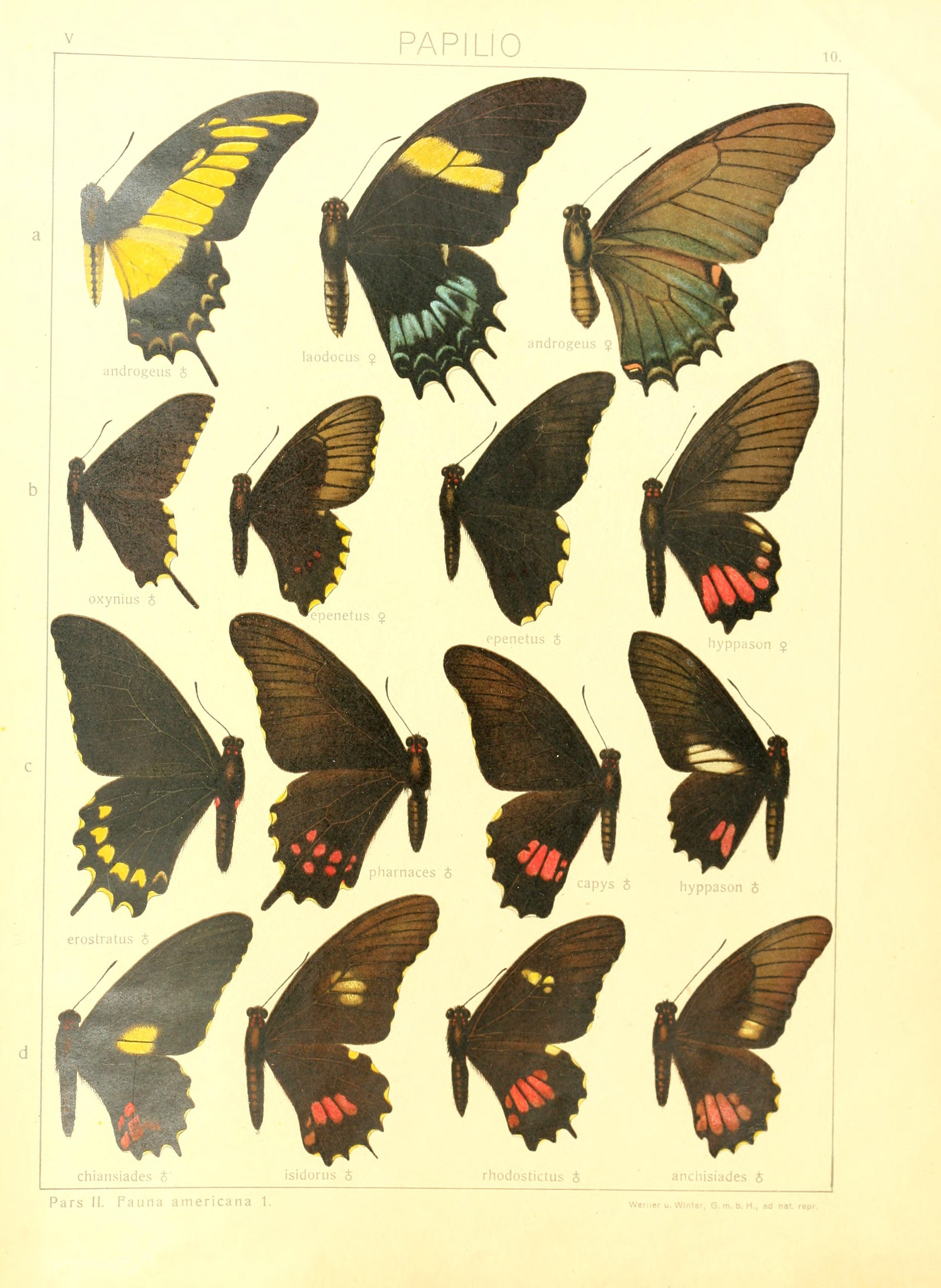